# Манукян, Андраник Александрович
Андрани́к Алекса́ндрович Манукя́н (арм. Անդրանիկ Ալեքսանդրի Մանուկյան; 10 мая 1916 — 4 апреля 1986) — участник Великой Отечественной войны, Герой Советского Союза, начальник разведки 1-й гвардейской танковой бригады 8-го гвардейского механизированного корпуса 1-й гвардейской танковой армии 1-го Белорусского фронта, полковник.

## Биография
Андраник Александрович Манукян родился 10 мая 1916 года в селе Бнунис ныне Сюникской области Армении в семье служащего. Окончил педагогический техникум и три курса педагогического института, после чего переехал в Баку, где работал учителем в школе. Оттуда в 1940-м году он был призван в Красную армию. В качестве разведчика и автоматчика участвовал в обороне Севастополя, в Сталинградском и Курском сражениях, в форсировании Днепра, Днестра, Одера, в освобождении Украины и Польши, во взятии Берлина. За храбрость и отличную службу был командирован на курсы комсостава «Выстрел». После их окончания в 1943 году был назначен начальником разведки 1-й гвардейской танковой бригады (8-й гвардейский механизированный корпус, 1-я гвардейская танковая армия, 1-й Белорусский фронт).
Гвардии капитан Андраник Манукян 15 января 1945 года с группой разведчиков проник в тыл противника в районе населённого пункта Цецылювка (южнее города Варка, Польша), взял в плен офицера и доставил его в штаб. Два дня спустя с разведывательной группой овладел мысом Ежув (восточнее города Лодзь) и удерживал его до подхода главных сил. 18 января этого же года взял в плен начальника железнодорожной станции Поддембина (ныне в черте города Тушин), который дал важные сведения о прибытии эшелонов с войсками.
Указом Президиума Верховного Совета СССР от 27 февраля 1945 года за образцовое выполнение заданий командования и проявленные мужество и героизм в боях с немецко-фашистскими захватчиками гвардии капитану Андранику Александровичу Манукяну присвоено звание Героя Советского Союза с вручением ордена Ленина и медали «Золотая Звезда» (№ 5141).
После войны, в 1946 году вышел в отставку в звании майора. В мирное время продолжил оставшийся незаконченным учёбу в педагогическом институте, работал в горкоме партии в Баку, затем в 1955 году поступил на службу в МВД. Дослужившись до звания полковника, в 1973 году вышел в отставку. После отставки переехал в Ереван, где преподавал в школе № 32.
Скончался 4 апреля 1986 года в Ереване.

## Награды
- Медаль «Золотая Звезда» Героя Советского Союза (№ 5141)
- Орден Ленина (27.02.1945)
- Два ордена Красного Знамени
- Орден Отечественной войны 1-й степени
- Орден Красной Звезды
- Медали